# Xanthorhoe simushira
Xanthorhoe simushira là một loài bướm đêm trong họ Geometridae.